# 阿伊耶姆帕拉耶姆
阿伊耶姆帕拉耶姆（Ayyampalayam），是印度泰米尔纳德邦Dindigul县的一个城镇。总人口12131（2001年）。

## 人口
该地2001年总人口12131人，其中男性6072人，女性6059人；0—6岁人口1276人，其中男657人，女619人；识字率61.55%，其中男性为69.37%，女性为53.72%。